# Muzeum Przemysłu Artystycznego w Krakowie

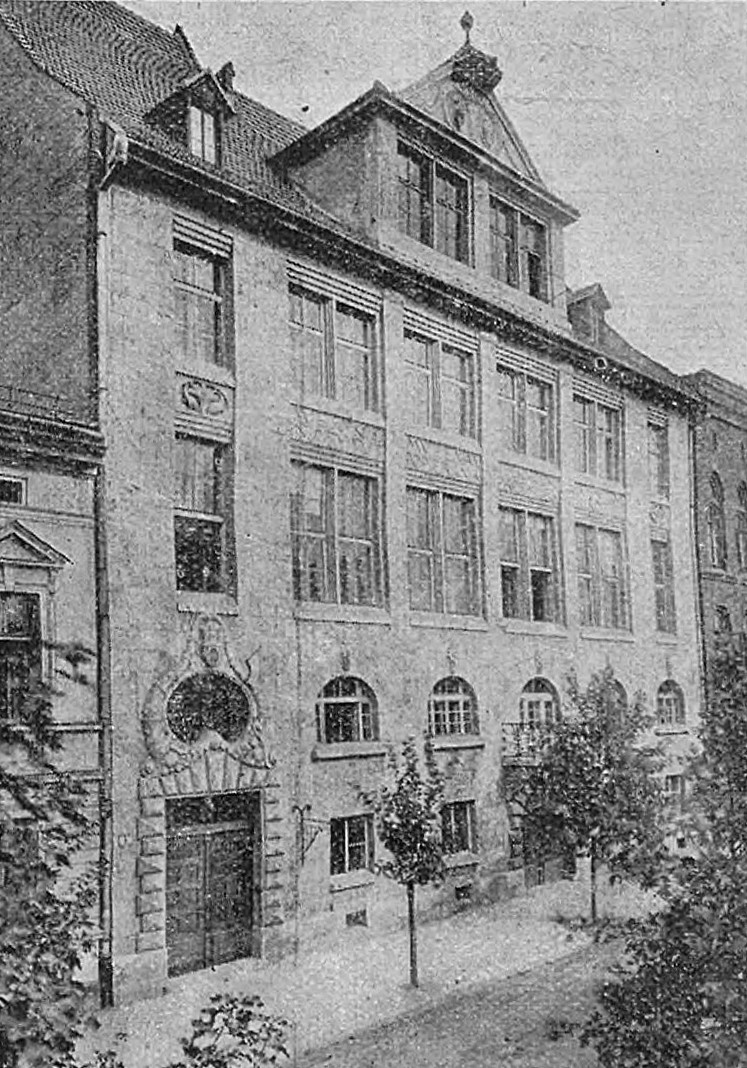
Budynek muzeum w 1924

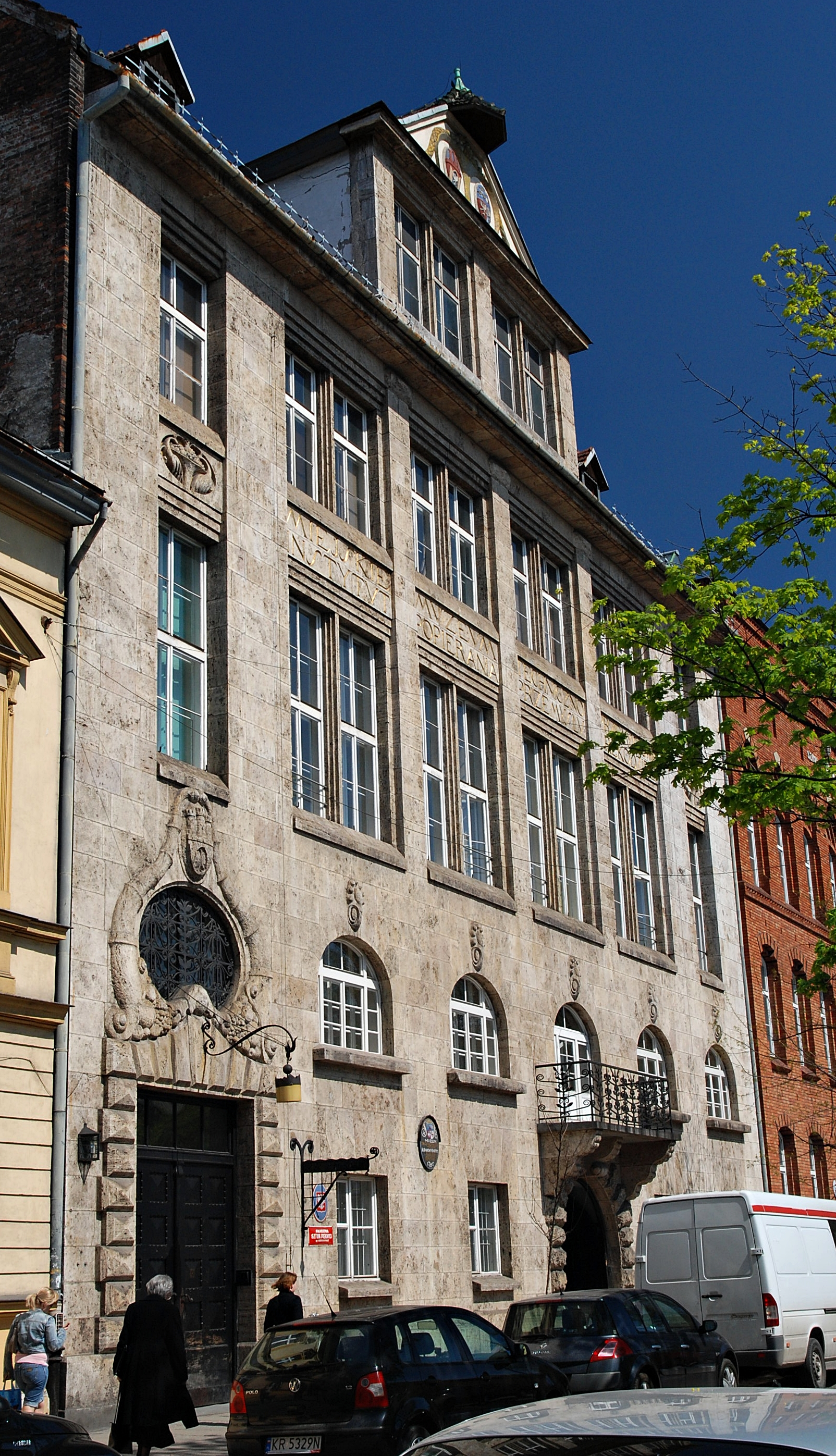
Budynek dawnego muzeum (obecnie własność ASP)

Muzeum Przemysłu Artystycznego w Krakowie – prywatne muzeum w krakowie działające od drugiej połowy XIX wieku, w 1951 roku upaństwowione i włączone do Muzeum Narodowego w Krakowie. 

## Historia

### Powstanie i przekształcenia muzeum
W 1868 z inicjatywy Adriana Baranieckiego powstało Muzeum Techniczno-Przemysłowe w Krakowie (1868–1920). Początkowo ekspozycja znajdowała się w budynkach klasztornych zakonu Franciszkanów. W 1913 roku muzeum przeniesione zostało do nowej, specjalnie w tym celu wybudowanej siedziby przy ul. Smoleńsk 9, do budynku zaprojektowanego przez Franciszka Mączyńskiego i Tadeusza Stryjeńskiego. Muzeum powstało by podnieść rodzime rzemiosło i stworzyć podwaliny pod dalszy rozwój przemysłu i techniki. Nazwę Muzeum Techniczno-Przemysłowe zamieniono w 1920 na Miejskie Muzeum Przemysłowe im. dra Adriana Baranieckiego (1920–1934), a w 1934 na Muzeum Przemysłu Artystycznego w Krakowie (1934–1951).

### Historia zbiorów muzealnych
Było to najstarsze obok Muzeum Przemysłu i Rolnictwa w Warszawie muzeum typu przemysłowego na ziemiach polskich, zorganizowano je 11 lat po wzorcowym muzeum londyńskim (1857) oraz 5 lat po wiedeńskim Muzeum Sztuki i Przemysłu z 1863. W tamtym czasie było to również jedyne muzeum krakowskie ponieważ Czartoryscy udostępnili swoją kolekcję w 1876, a Muzeum Narodowe w Krakowie powstało w 1879.
Muzeum organizowało wzorcowe warsztaty rzemieślnicze, pełniło rolę szkoły artystycznej. Zbiory obejmowały obiekty rzemiosła artystycznego i użytkowego polskiego i zagranicznego oraz wytwory polskiej i obcej sztuki ludowej, posiadało eksponaty z wypraw afrykańskich, syberyjskich Benedykta Dybowskiego oraz amerykańskich Konstantego Jelskiego. Muzeum skompletowało również kolekcję artystycznego tkactwa, haftów i ceramiki, cenną kolekcje porcelany polskiej z Korca i Baranówki oraz fajansów z ziem polskich od XVII do XIX wieku.
W 1912 zbiór muzealny szacowano na 30 tysięcy obiektów obejmujący 20 działów, działała także biblioteka licząca 9 tysięcy woluminów, w 1926 trafiała tu także biblioteka Wyższych Kursów dla Kobiet oraz cenny księgozbiór Towarzystwa Miłośników Książki. W 1914 zaczęła działać drukarnia, ukazywały się czasopisma „Przegląd Rękodzielniczy” oraz w latach 1925–1932 „Rzeczy Piękne”.
W latach II wojny muzeum działało jako Städtisches Gewerbe Museum in Krakau, instytucja podlegała Wydziałowi Propagandy i Kultury  przy zarządzie Generalnego Gubernatorstwa. Ekspozycja, biblioteka i kino muzealne zostały zamknięte, a w budynku zmagazynowano część zbiorów galerii malarstwa Muzeum Narodowego w Sukiennicach oraz zbiory innych krakowskich instytucji.
Po wojnie muzeum powróciło pod zarząd miasta. Kierował nim Kazimierz Witkiewicz, przystąpiono do porządkowania budynku, zbiorów i biblioteki, czytelnia muzeum została jako pierwsza tego typu instytucja otwarta na początku 1945. Wznowiono działalność wystawienniczą i oświatową, prowadzono pokazowe zajęcia dla studentów ASP.
W 1948 muzeum zatrudniało 25 pracowników, z dniem 1 stycznia 1950 zostało upaństwowione. Państwo przejęło nieruchomości muzeum – budynek przy ul. Smoleńsk 9, maszyny, warsztaty, narzędzia i zbiory muzealne ujęte w Inwentarzu Zbiorów spisane w 7 tomach w sumie 33 694 pozycje, zbiory biblioteczne 37 475 pozycji, Gabinet Rycin ze zbiorem obejmującym 23 975 pozycji oraz zbiór klisz fotograficznych liczący 7 278 pozycji.

### Likwidacja
Zarządzeniem Ministra Kultury i Sztuki z 26 lipca 1950 Muzeum Przemysłu Artystycznego w Krakowie został włączone do Muzeum Narodowego w Krakowie. Muzeum Narodowe w Krakowie stało się właścicielem kolekcji zbiorów, a budynek muzeum otrzymało w zarząd i użytkowanie, 28 grudnia 1951 pomieszczenia Muzeum Przemysłu Artystycznego przy Smoleńsk 9 wraz z biblioteką, kolekcją plakatów i gabinetem rycin Muzeum Narodowe przekazało krakowskiej ASP. "Parcelacja" zbiorów trwała jeszcze bardzo długo, budynek dawnego muzeum zachował się bez większych zmian, ale znacznemu uszczupleniu uległo jego wyposażenie, zniszczeniu uległa sala wykładowa, nie zachowały się warsztaty rzemiosła artystycznego, w Krakowie nie brakuje jednak głosów aby rozproszone w dużej mierze zbiory muzealne i budynek jednak połączyć oraz rewitalizować następnie muzeum jako autonomiczną placówkę.